# Ponsanooth
Ponsanooth – wieś i civil parish w Anglii, w Kornwalii, w dystrykcie (unitary authority) Kornwalia. Leży 7,8 km od miasta Redruth, 10,9 km od miasta Truro i 385,7 km od Londynu. W 2015 miejscowość liczyła 1093 mieszkańców.